# 1932 en Colombie-Britannique
Chronologie de la Colombie-Britannique
- 1928
- 1929
- 1930
- 1931
- 1932
- 1933
- 1934
- 1935
- 1936

Cette page concerne des événements qui se sont produits durant l'année 1932 dans la province canadienne de Colombie-Britannique.

## Politique
- Premier ministre : Simon Fraser Tolmie.
- Chef de l'Opposition :  Thomas Dufferin Pattullo du Parti Libéral
- Lieutenant-gouverneur : John William Fordham Johnson
- Législature :

## Événements

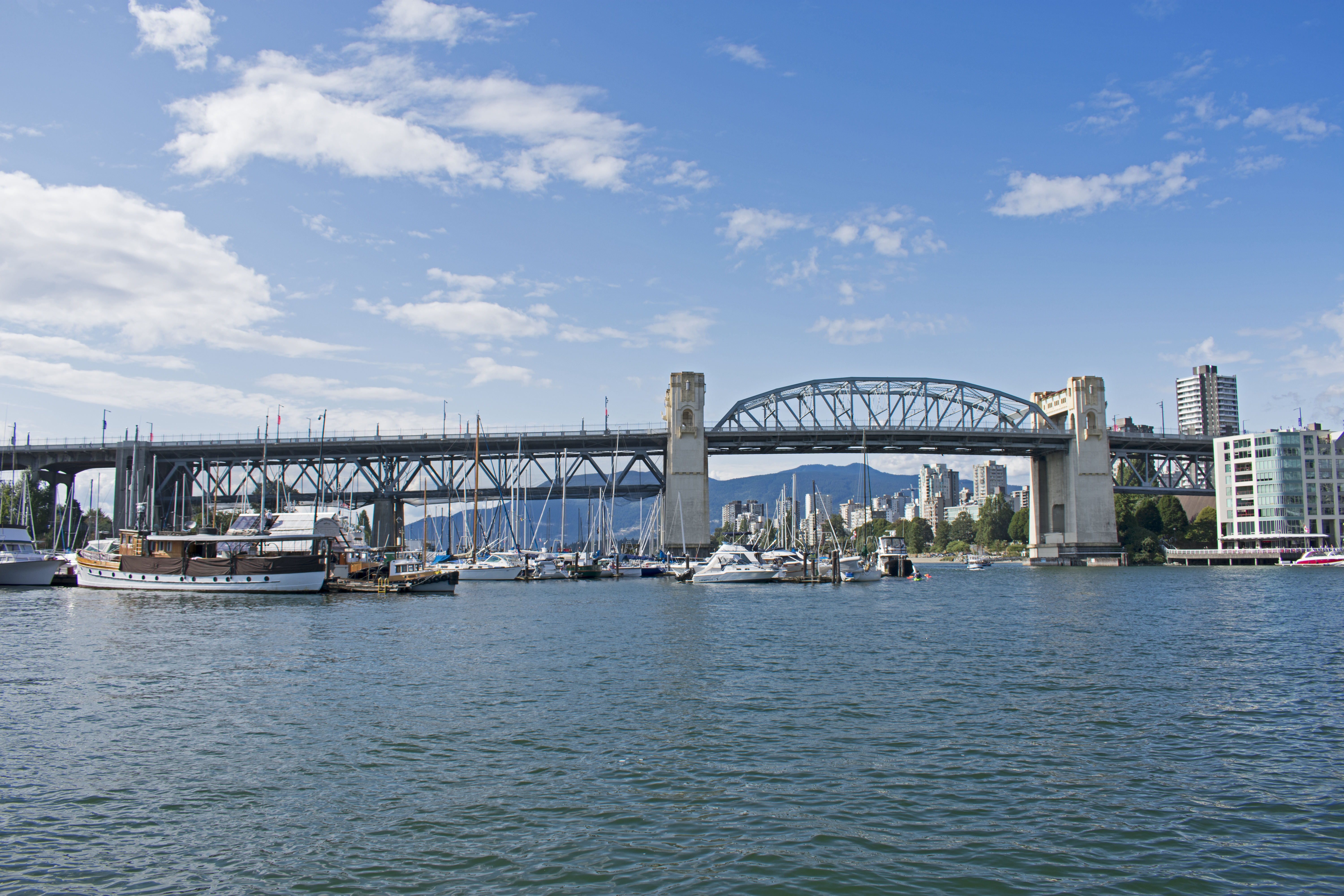
Burrard Bridge depuis l'est

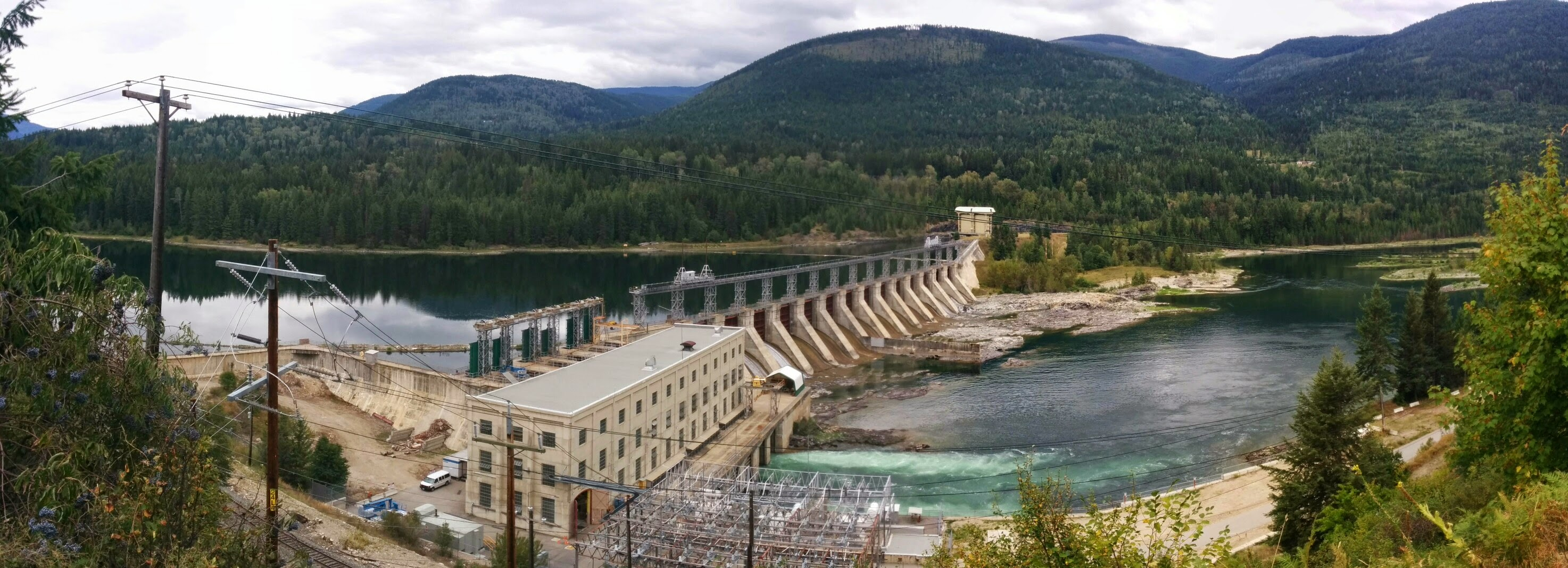
Corra Linn Dam.

- Mise en service à Vancouver du Dunsmuir Tunnel, ouvrage ferroviaire à son origine, devenu tunnel de métro depuis.

- Achèvement du Corra Linn Dam, barrage hydroélectrique en béton d'une hauteur de 16 mètres sur la Kootenay river[1].

- 1 juillet : Achèvement du Burrard Bridge, pont routier métallique de 836.08 mètres de longueur à Vancouver[2].

## Naissances
- 18 août : Bill Bennett, premier ministre de la Colombie-Britannique.
- 18 octobre : Iona Campagnolo, lieutenante-gouverneure de la Colombie-Britannique.